# Heinrich Wedrich

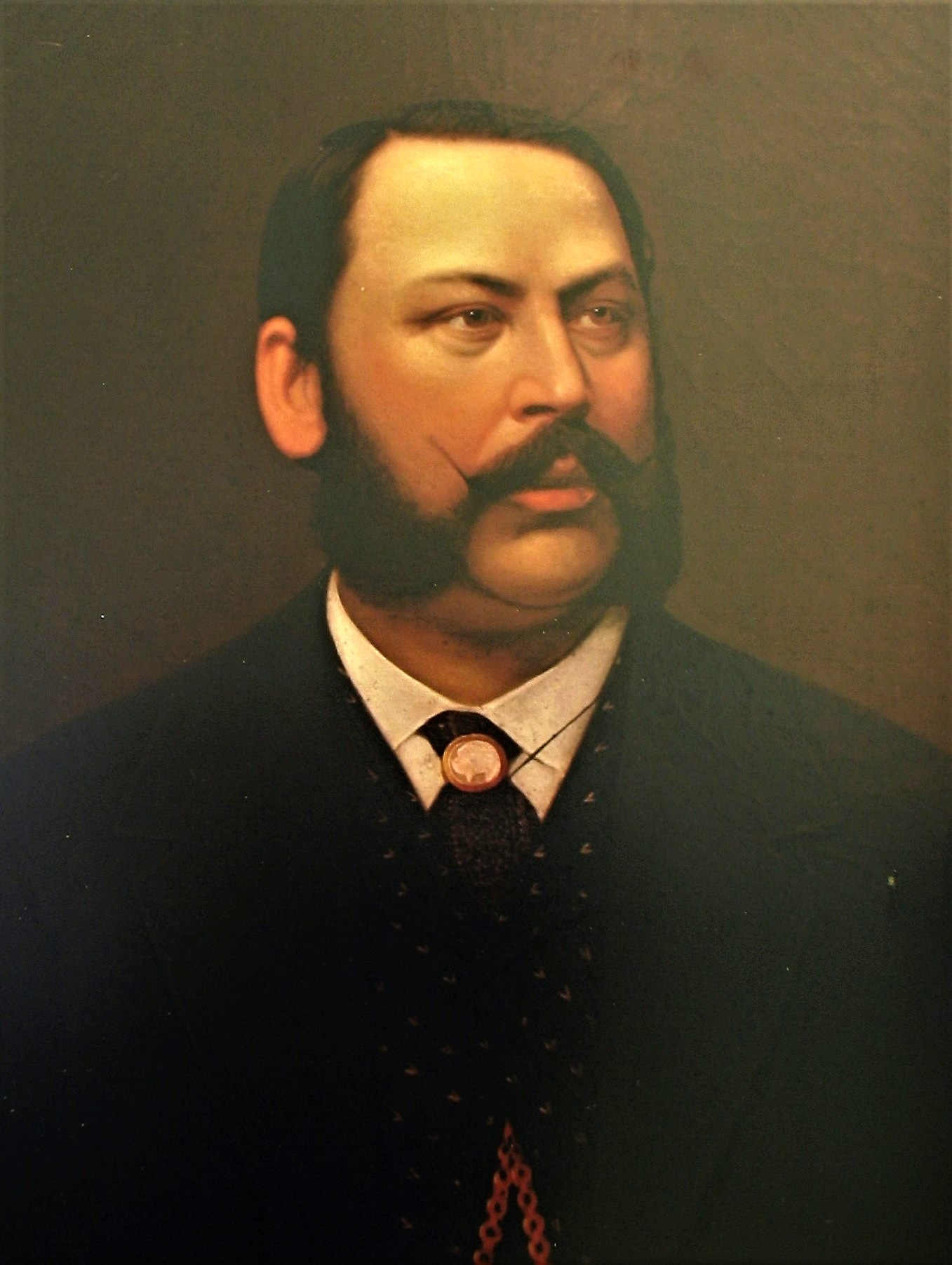
Heinrich Wedrich, Porträt aus der 2. Hälfte des 19. Jahrhunderts

Heinrich Wedrich (* 26. September 1835 in Böhmisch Leipa; † 7. November 1904 ebenda) war ein böhmischer Industrieller, Kunstsammler, Museumsgründer und Mäzen der Stadt Leipa.

## Leben

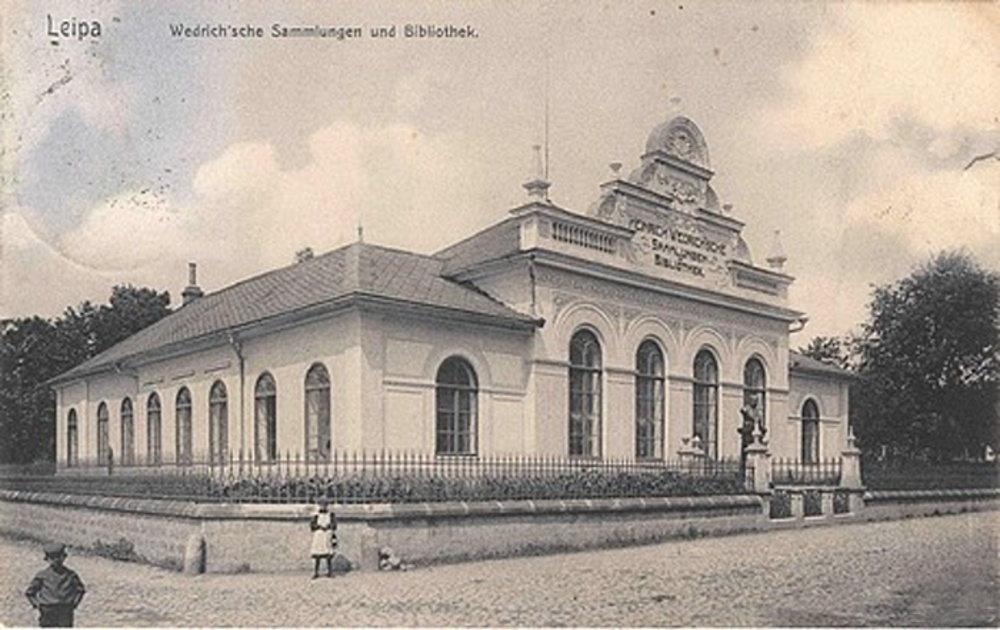
Wedrich-Museum und Bibliothek (1909)

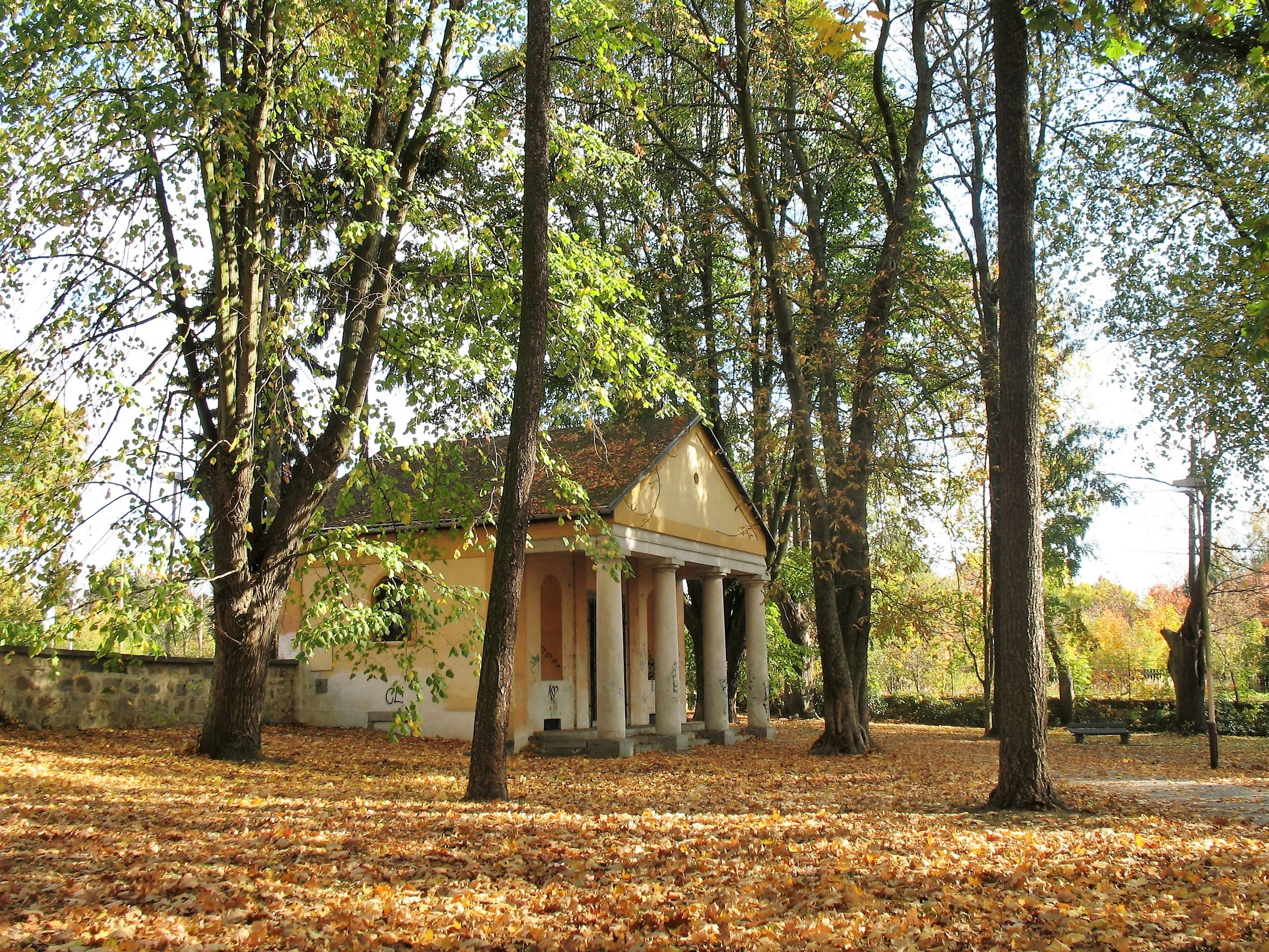
Wedrich-Gruft auf dem ehem. Frauenkirchhof

Heinrich Wedrich wuchs in einer bekannten Leipaer Fabrikantenfamilie auf, deren frühere Angehörige mit einer Färberei begannen, um 1791 den Grundstein für die Kattundruckfabrik (W. Wedrich Cattun- und Baumwollfabrik) zu legen, welche sich schließlich auf Blaudrucke spezialisierte. Neben dem Geschäft mit den Fabriken, betätigten sich Mitglieder der Familie auf weiteren Geschäftsfeldern, so fungierte ein älterer Bruder Heinrichs 1862 als Mitbegründer der Stadtsparkassen (bspw. Stadtsparkasse Česká Lípa). 
Durch seine Weltreisen und den dabei gesammelten Objekten erlangte Heinrich zu Lebzeiten überregionale Bekanntheit. Sein Interesse war vorrangig auf zoologische Einzelstücke ausgerichtet. Zusätzlich sammelte Wedrich Kunstgegenstände, wie Kleinplastiken, Porträts, und betätigte sich auf dem Gebiet der Numismatik und diverser Alltagsgegenstände des bürgerlichen Lebens. Für seine stark angewachsene Sammlung nutze er ein eigenes Gebäude, welches im Laufe der Jahre als das Wedrich-Museum bekannt wurde. Gemäß einer testamentarischen Verfügung übertrug er seine Sammlung und das Museum, nach seinem Ableben, an seine Heimatstadt, Böhmisch Leipa. Heute ist die Sammlung ein wichtiger Sammlungsbestand des städtischen Museums, dem heutigen Heimatmuseum von Česká Lípa.

## Grabstätte
Die Mitglieder der Wedrich Familie wurden alle in der familieneigenen Grabstätte beigesetzt. Die Wedrich-Gruft befindet sich am ehemaligen Frauenkirchhof, nahe der Kirche „Maria Geburt“ in Česká Lípa. Durch die Initiative eines Vertreters des städtischen Magistrats, Jiří Kocandrle, und der in Deutschland sowie in England lebenden Erben (Wedrich, Lukié, Farnes), wird seit Frühjahr 2012 die Renovierung des zuvor verfallenen Wedrich-Mausoleums vorangetrieben.

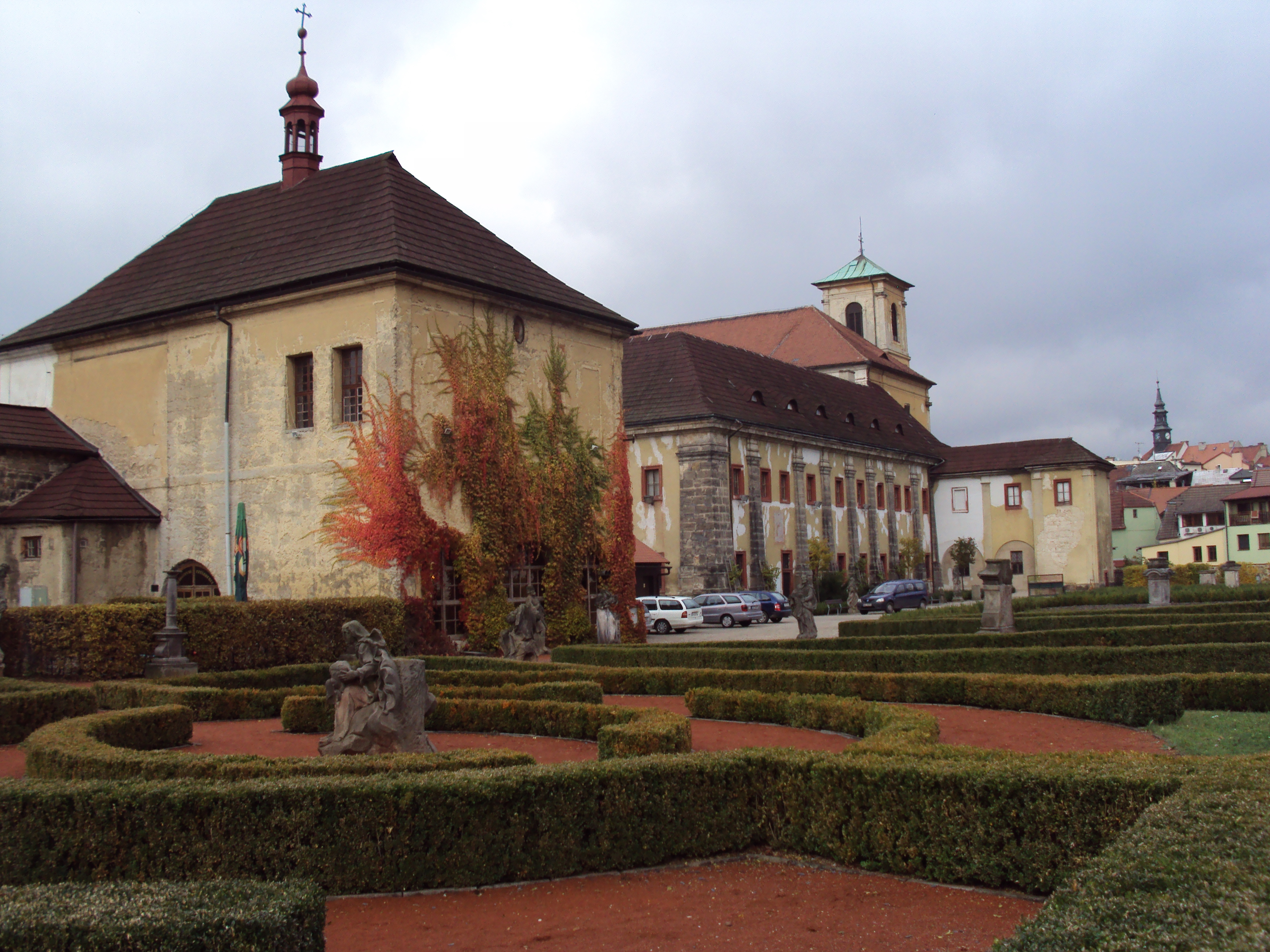
Heutige Heimatkundemuseum in Česká Lípa (2009)